# مقاطعة غله آرال
مقاطعة غله‌آرال (بالإنجليزية: Gallaorol District)‏ هي مقاطعة تقع في أوزبكستان في ولاية جيزك. يقدر عدد سكانها بـ 127,500 نسمة ومساحتها 1,950 كم2 .